# Mohamed Ibrahim
Ne doit pas être confondu avec l'homme politique égyptien Mohamed Ibrahim Youssouf.
Mohamed Ibrahim (arabe : محمد إبراهيم) est un footballeur égyptien, né le 1er mars 1992 à Abou El Matamer, il évolue actuellement à National Bank of Egypt.

## Carrière
Ibrahim est un pur produit du centre de formation du Zamalek SC, il joue son premier match de championnat sous l'ère Hossam Hassan. Il inscrit son premier but face à Al-Masry. Un but magnifique, le jeune égyptien part du rond central, élimine trois joueurs avant de conclure son solo part un extérieur piqué qui vient se loger loger dans le petit filet. Un but, encore plus magnifique car il permet à son équipe de l'emporter 1-0 à la 93e minute. Il finit la saison avec un total de 15 apparitions et 2 buts marqués.
Le jeune Pharaon continue sa progression durant la saison 2011-2012, sous l'ère Hassan Shehata. Après un passage mouvementé en 2011, l'arrivée de Jorvan Vieira, ses bonnes prestations au Tournoi de Toulon 2012 ainsi qu'à la Ligue des champions de la CAF 2012 lui permettent de retrouver une place de titulaire au sein de l'équipe égyptienne. Ibrahim annoncera plus tard qu'il a une offre d'un club français et qu'il allait rejoindre cette équipe après les Jeux olympiques d'été de 2012. Malgré cette annonce Ibrahim reste au Zamalek SC.  
Le 5 juillet 2013, le Zamalek SC reçoit une offre de Málaga CF à hauteur de 400.000 dollars pour un prêt d'un an concernant Mohamed Ibrahim. Le 10 juillet 2013, le journal "La Opinión de Málaga" annonce l'arrivée de Ibrahim à Málaga CF.

## En sélection
Mohamed Ibrahim a fait partie de l'Équipe d'Égypte des moins de 20 ans de football et a participé à la Coupe du monde de football des moins de 20 ans 2011.
Une participation marquée par le fait que le sélectionneur du Brésil l'est considéré comme une future "perle", et qu'il fut le premier africain à inscrire un triplé (face à l'Autriche) . Ibrahim fut un des nombreux égyptiens à se faire remarquer et à être décrit comme une "future star" par les médias locaux.

## Palmarès
- Coupe d'Egypte : 2018